# Yeongcheon
Yeongcheon (Hán Việt: Vĩnh Xuyên) là một thành phố thuộc tỉnh Gyeongsang Bắc tại Hàn Quốc.
Yeongcheon nằm 350 km về phía đông nam Seoul, ở phía đông nam của tỉnh Gyeongsang Bắc.  Thành phố nằm trên đường cao tốc Gyeongbu nối giữa Seoul và Busan, là nơi giao nhau của tuyến đường sắt Jungang và Daegu. Thành phố là một đô thị nông thôn, nhiều cư dân của Yeongcheon lấy nông nghiệp làm thu nhập. Cây trồng địa phương được biết đến nhiều nhất là nho.

## Khí hậu
| Dữ liệu khí hậu của Yeongcheon           | Dữ liệu khí hậu của Yeongcheon | Dữ liệu khí hậu của Yeongcheon | Dữ liệu khí hậu của Yeongcheon | Dữ liệu khí hậu của Yeongcheon | Dữ liệu khí hậu của Yeongcheon | Dữ liệu khí hậu của Yeongcheon | Dữ liệu khí hậu của Yeongcheon | Dữ liệu khí hậu của Yeongcheon | Dữ liệu khí hậu của Yeongcheon | Dữ liệu khí hậu của Yeongcheon | Dữ liệu khí hậu của Yeongcheon | Dữ liệu khí hậu của Yeongcheon | Dữ liệu khí hậu của Yeongcheon |
| Tháng                                    | 1                              | 2                              | 3                              | 4                              | 5                              | 6                              | 7                              | 8                              | 9                              | 10                             | 11                             | 12                             | Năm                            |
| ---------------------------------------- | ------------------------------ | ------------------------------ | ------------------------------ | ------------------------------ | ------------------------------ | ------------------------------ | ------------------------------ | ------------------------------ | ------------------------------ | ------------------------------ | ------------------------------ | ------------------------------ | ------------------------------ |
| Trung bình ngày tối đa °C (°F)           | 5.0 (41.0)                     | 7.7 (45.9)                     | 12.8 (55.0)                    | 19.8 (67.6)                    | 24.5 (76.1)                    | 27.3 (81.1)                    | 29.5 (85.1)                    | 30.3 (86.5)                    | 26.0 (78.8)                    | 21.4 (70.5)                    | 14.2 (57.6)                    | 7.6 (45.7)                     | 18.8 (65.8)                    |
| Trung bình ngày °C (°F)                  | −1.0 (30.2)                    | 1.2 (34.2)                     | 6.0 (42.8)                     | 12.5 (54.5)                    | 17.3 (63.1)                    | 21.3 (70.3)                    | 24.6 (76.3)                    | 25.1 (77.2)                    | 20.0 (68.0)                    | 13.7 (56.7)                    | 6.9 (44.4)                     | 0.9 (33.6)                     | 12.4 (54.3)                    |
| Tối thiểu trung bình ngày °C (°F)        | −6.4 (20.5)                    | −4.5 (23.9)                    | −0.2 (31.6)                    | 5.0 (41.0)                     | 10.4 (50.7)                    | 15.9 (60.6)                    | 20.6 (69.1)                    | 21.0 (69.8)                    | 15.1 (59.2)                    | 7.4 (45.3)                     | 0.7 (33.3)                     | −4.6 (23.7)                    | 6.7 (44.1)                     |
| Lượng Giáng thủy trung bình mm (inches)  | 22.6 (0.89)                    | 27.3 (1.07)                    | 46.9 (1.85)                    | 62.4 (2.46)                    | 87.2 (3.43)                    | 135.8 (5.35)                   | 224.4 (8.83)                   | 225.3 (8.87)                   | 135.0 (5.31)                   | 31.8 (1.25)                    | 32.8 (1.29)                    | 15.2 (0.60)                    | 1.046,8 (41.21)                |
| Số ngày giáng thủy trung bình (≥ 0.1 mm) | 4.0                            | 5.1                            | 7.1                            | 7.2                            | 8.3                            | 9.0                            | 13.0                           | 12.0                           | 8.8                            | 4.2                            | 4.6                            | 3.5                            | 86.8                           |
| Độ ẩm tương đối trung bình (%)           | 58.0                           | 58.2                           | 59.4                           | 57.0                           | 61.9                           | 68.6                           | 75.3                           | 74.8                           | 73.8                           | 68.3                           | 65.0                           | 61.3                           | 65.1                           |
| Số giờ nắng trung bình tháng             | 169.4                          | 179.5                          | 203.4                          | 222.7                          | 232.1                          | 196.8                          | 172.3                          | 187.2                          | 167.4                          | 198.8                          | 160.4                          | 156.6                          | 2.248,9                        |
| Nguồn:                                   |                                |                                |                                |                                |                                |                                |                                |                                |                                |                                |                                |                                |                                |

## Thành phố kết nghĩa
- Kuroishi, Aomori, Nhật Bản
- Khai Phong, Hà Nam, Trung Quốc
- Buffalo, New York, Hoa Kỳ